# Parque Natural de Montesinho
O Parque Natural de Montesinho é uma área protegida situada no Nordeste Transmontano (Portugal). Tem uma dimensão de cerca de 75 mil hectares. Reconhecido em 1979 como Parque Natural, tem atualmente 9.000 habitantes, 92 aldeias. Localizado da Terra Fria transmontana, as temperaturas variam entre – 12º C e 40º C. 
Apresenta um relevo heterogéneo, com planaltos ondulados cortados por profundos vales encaixados, bem como algumas serras, das quais as duas mais importantes são a Serra de Montesinho, a norte de Bragança, e a Serra da Coroa, a norte de Vinhais.
As altitudes variam entre os 1486 metros, na Serra de Montesinho e os 438 metros no leito do rio Mente.
Nele existe extensa biodiversidade, habitando espécies como o lobo-ibérico, a corça ou o veado.
Situado na terra fria transmontana, os xistos são as rochas dominantes, mas podem ainda ser encontrados granitos, rochas ultrabásicas e pequenas manchas calcárias.
O PNM conflui a norte com a Espanha, percorrendo a fronteira com as comunidades da Galiza e de Castela-Leão, e a oeste e a este também com a Espanha (Galiza e Castela-Leão, respectivamente). No oeste faz por breve trecho fronteira com o concelho de Chaves, sendo que a sul continua inserido nos concelhos de Vinhais e de Bragança.

## Hidrografia
O PNM é atravessado por alguns dos cursos de água mais importantes da bacia hidrográfica do Rio Douro. 
Na parte brigantina, existem os rios Sabor, Maçãs e Baceiro. O Sabor nasce na fronteira com a Espanha, nos cumes da Serra de Montesinho, passando a pouca distância de Bragança. O Maçãs nasce em Espanha, e faz a fronteira internacional em dois trechos distintos, constituindo ainda a fronteira mais a este e mais a sul do PNM. O Baceiro nasce também em Espanha, sendo o mais pequeno dos rios principais do PNM. No seu percurso existe um importante viveiro de trutas, ainda inserido no PNM, junto à Ponte de Castrelos (EN103).
Na área vinhaense, existem os rios Mente, Rabaçal e Tuela. Todos três nascem na Espanha, sendo os dois primeiros oriundos da Galiza, e o último de Castela-Leão. O Mente faz em parte do seu percurso a fronteira internacional, constituindo a fronteira oeste do PNM. Nele se encontram as águas termais de Sendim/Segirei, partilhadas pelos concelhos de Vinhais e Chaves. O Rabaçal é um dos dois rios (o outro é o Tuela) que formam o rio Tua, a montante de Mirandela. Dentro do PNM oferece o lazer de uma praia fluvial junto à ponte da estrada Sobreiró de Cima (uma das entradas da Rota da Terra Fria) - Zona de Lomba. É aliás a série de montanhas entre os rios Mente e Rabaçal que deram forma ao termo Terras de Lomba, pelo seu perfil contínuo ondulado entre os dois vales. Estes dois rios correm muito próximos a norte, afastam-se progressivamente à medida que caminham para sul, mas aproximam-se novamente e acabam por confluir, formando uma península ou lomba. Fruto do seu isolamento, esta região chegou a ser concelho por vários séculos. Já o Tuela, que passa a pouca distância de Vinhais (aqui, já fora do PNM), oferece como atractivo duas praias de grande procura, sendo uma delas encostada à fronteira do PNM na Ponte de Soeira (EN103).
Estes rios, de vales profundos e águas ora cristalinas ora negras, com propriedades termais ou simplesmente refrescantes para o calor tórrido do Verão da região, serpenteiam vales tão depressa inóspitos como verdejantes e cheios de vida, tanto animal como vegetal. São ainda pontuados por ancestrais moinhos, na maior parte ainda utilizados pela população, e atravessados por milenares pontes romanas. Constituem atractivo para a prática da pesca, com exemplares de trutas, bogas, barbos e escalos.

## Flora
Existe uma grande diversidade de fauna e flora no PNM. Os urzais, estevais e giestais, vulgarmente apelidados de matos, ocupam amplos territórios de solos abandonados pela agricultura, orlas de bosques ou terrenos outrora ocupados por um bosque autóctone. Os matos, e particularmente os que ocorrem a maiores altitudes, são biótopos de extrema importância para diversas espécies da fauna selvagem. Os lameiros, também designados por prados ou pastagens de montanha, encontram-se associados a grande parte das zonas ribeirinhas que percorrem o PNM. Os soutos de castanheiros  representam a maioria dos terrenos agrícolas que se encontram ocupados com culturas perenes. Ocupam vastos territórios da região e a sua importância é tal que se torna difícil imaginar a vida nestas paragens sem a existência destas frondosas árvores. Os bosques de azinheira,  conhecidos por sardoais, ocorrem nas áreas menos elevadas do PNM, ao longo de encostas declivosas e soalheiras. Finalmente, os bosques de carvalho-negral são um dos principais tipos de vegetação arbórea autóctone que ocorre no Parque fazendo parte de um contínuo que se prolonga para sul, até à serra da Nogueira. 

## Fauna
O PNM encontra-se entre as áreas de montanha mais importantes para a fauna a nível nacional e europeu. Uma parte  significativa da fauna terrestre portuguesa está aqui representada, contando-se cerca de duzentas e cinquenta espécies de vertebrados e reconhecendo-se uma elevada riqueza e diversidade também de invertebrados.
Destaca-se a presença do lobo-ibérico, do veado, da toupeira-de-água, do gato-bravo, do morcego-de-ferradura-grande e do rato-dos-lameiros. Há cerca de 160 espécies de aves, incluindo a águia-real e a cegonha-preta.